# Батальон богатырей
Батальон богатырей («Бехады-ран») или «Русский батальон» — персидское формирование (батальон), сформированное в начале XIX века из дезертировавших в разное время русских солдат. Его возглавлял Самсон Макинцев.
В 1839 году капитан Л. Л. Альбранд убедил их возвратиться в Россию и лично привёл весь батальон в Тифлис. Император Николай I, простив возвратившихся, повелел: проведённые в персидском войске годы засчитать за действительную службу, выслуживших 25-летний срок уволить в отставку, а прочих перевести в линейные казаки.
Солдаты, перешедшие во время побега в магометанство, были подвергнуты церковному покаянию «за вероотступничество, вынужденное крайностью».